# Concrete Sox
Concrete Sox war eine englische Hardcore-Band. Sie gehörte zu den Vorreitern der Grindcore-Szene in Großbritannien.

## Geschichte
Gegründet wurde Concrete Sox Anfang 1984 von Leslie Duly (Schlagzeug) und Victor Timoveric (Gitarre); Gründungsort war Nottingham. Der Bandname (auf Deutsch etwa „Betonsockn“) hat keine tiefergehende Bedeutung, sondern stellt eine Verulkung des Namens einer lokalen Punkband namens Steamroller Gloves (auf Deutsch etwa „Dampfwalzenhandschuhe“) dar. Als Sänger fand sich Dulys Schwager Andy, als Bassist nach einer Reihe von Sessions und Konzerten mit wechselnden Musikern Kalvin Piper, der Artikel für das US-Fanzine Maximumrocknroll schrieb. Da Duly sein Instrument nicht vernünftig beherrschte, wechselte er im Sommer 1984 an den Bass, und John March nahm den Platz am Schlagzeug ein. Piper blieb der Band freundschaftlich verbunden und gründete wenig später Heresy. In der Besetzung Andy-Timoveric-March-Duly nahm die Band 1985 ein Demo auf, das ihr einen Plattenvertrag mit dem Bristoler Punklabel Children Of The Revolution Records einbrachte. Die erste Veröffentlichung der Gruppe war aber das Stück Eminent Scum, das im Oktober 1985 auf dem von Digby „Dig“ Pearson veröffentlichten Sampler Anglican Scrape Attic erschien. Pearson gründete anschließend Earache Records. Im darauf folgenden Jahr erschien das Concrete-Sox-Debütalbum Your Turn Next auf Children Of The Revolution Records. Im Zuge der Aufnahmen einer Split-LP mit Heresy wechselte Schlagzeuger und Sänger John March, der zu dieser Zeit in beiden Bands spielte und der Belastung nicht mehr gewachsen war, 1986 ganz zu Heresy und wurde durch Sean Cook (Gesang) und Andy Sewell (Schlagzeug) ersetzt. Die Split-LP wurde auf Earache veröffentlicht und war dort der zweite Tonträger der Unternehmensgeschichte. Wenig später wechselte die Gruppe zu Manic Ears Records, wo noch im selben Jahr das zweite Album Whoops Sorry Vicar! erschien. Bassist Les Duly verließ die Band und wurde durch den zur Band zurückkehrenden Piper ersetzt. Das dritte Album Sewerside erschien auf Big Kiss, dem Label des Flux-of-Pink-Indians-Sängers Colin Latter. Vor der Veröffentlichung Albums verließ mit Victor Timoveric 1989 das letzte Gründungsmitglied die Band. Für die anstehende Tournee mit Doom wurde Sessiongitarrist Rick Button engagiert. Nach der Tournee verließ Cook aus privaten Gründen die Band und wurde durch Loyd Sims ersetzt. 1990 wurde Mark Greenwell fester Gitarrist. In dieser Besetzung eröffnete Concrete Sox 1992 für Agnostic Front und unternahm eine Japan-Tournee mit diversen japanischen Hardcore-Bands, bei der sie als Headliner auftraten. 1993 erschien das vierte Album No World Order. Nach einer finanziell desaströsen Europatournee löste sich die Band 1994 auf. 
In den späten 1990er-Jahren reformierten sich Concrete Sox für eine EP, eine Skandinavien-Tournee und einige Auftritte in Großbritannien; für Duly spielte dabei Rich Lamell Bass. 2009 reformierte Timoveric die Band mit einem neuen Line-up. Eine im Frühjahr 2010 begonnene Europatournee wurde nach wenigen Konzerten abgebrochen. Danach verlieren sich die Spuren der Band.

## Stil
Die Aufnahmen von 1985 zeigen die Band stilistisch nahe am Hardcore und Crustpunk. Das Debütalbum wird vom Musikjournalisten Ian Glasper als wegweisend für die Entwicklung des Crossover zwischen Punk und Metal bezeichnet, die sich 1985 sowohl in der britischen als auch in der US-amerikanischen Hardcore-Szene abzeichnete. Glasper führt an, dass der Sound der Band von Album zu Album metallastiger geworden sei.
Die Texte der Band waren oft politisch; Schlagzeuger Sewell bezeichnete die Band als "anarchistische Linksextremisten" und die Band Crass als Vorbild. Die Mitglieder engagierten sich in der Animal Liberation Front und setzte sich für Tier- und Menschenrechte ein. Concrete Sox hatten aber auch, eine Seltenheit in der Szene, humorvolle Texte im Repertoire. Die Band verulkte mit ihren Songtiteln Stereotype der Metalszene, z. B. mit Titeln wie Speak Siberian Or Die (auf Speak English or Die gemünzt) oder At Tea With Satan (At War with Satan). 

## Diskografie
- 1985: Your Turn Next (Children Of The Revolution Records)
- 1987: Split-Album mit Heresy (Earache Records)
- 1987: Whoops Sorry Vicar! (Manic Ears Records)
- 1989: Sewerside (Big Kiss)
- 1990: Lunched Out (EP, Desperate Attempt Records)
- 1991: Split-EP mit Nightmare (MCR Company)
- 1993: No World Order (Lost and Found Records)
- 1999: The New EP (Data Records)